# Kraken
Kraken je morsko čudovište iz legendi. Tvrdi se da se pojavljivalo na severu, kod Irske i drugih zemalja na severu. To je ponekad bila kolosalna lignja, a ponekad je to bila ogromna hobotnica. Kraken je bio dug (sa kracima) od 23 metra do 63 metara. Nalazio se u dubokim vodama noću, a danju je ponekad odlazio na površinu. Moreplovci su ga se plašili jer je Kraken, prema legendi, potapao brodove.

## Zanimljivosti
Kraken se pojavljivao u skoro svim ostalim primorskim kulturama. Na Karibima se nazivao se Lusca. Lusca je ponekad bila opisana kao zmaj sa mnogo glava. Rimljani su ga nazivali Polip. Čak je i Rimski istoričar Plinije, koji je najubedljivije opisao propast Pompeje, napisao je otprilike ovo: „Nijedna životinja u vodi ne smrdi tako strašno i ne ubija čoveka na okrutniji način od polipa. Ako napadne brodolomnike ili ronioce, priljubi se čvrsto uz njih svojim brojnim sisaljkama i vuče ih u dubinu.“
Najveća poznata lignja je bila duga 18 metara, a neki kažu da je bila duga 22 metara, imala je prečnik sisaljki 20 centimetara. Na koži ulovljenih kitova pronađeni su ožiljci sisaljki koje su imale pola metra u prečniku što govori o lignjama dugim i do 48 metara.
Hokejaška franšiza iz Sijetla nosi nadimak po ovom stvorenju.

## Agua Mala
„Agua Mala“ u prevodu sa španskog znači „loše vode“. Tako su Španci u novom veku nazivali vode gde su bile jake oluje i gde su se „pojavljivali“ Krakeni. Španci su možda viđali džinovske i kolosalne lignje na površini okeana. Onda je počelo da se priča kako su ta stvorenja potapala brodove, a to je bio izgovor za lošu plovidbu ili brodolom.